# Alley Spring
Koordinaten: 37° 9′ 16,4″ N, 91° 26′ 29,7″ W
Der Alley Spring ist eine Karstquelle im Bundesstaat Missouri in den Vereinigten Staaten.

## Beschreibung

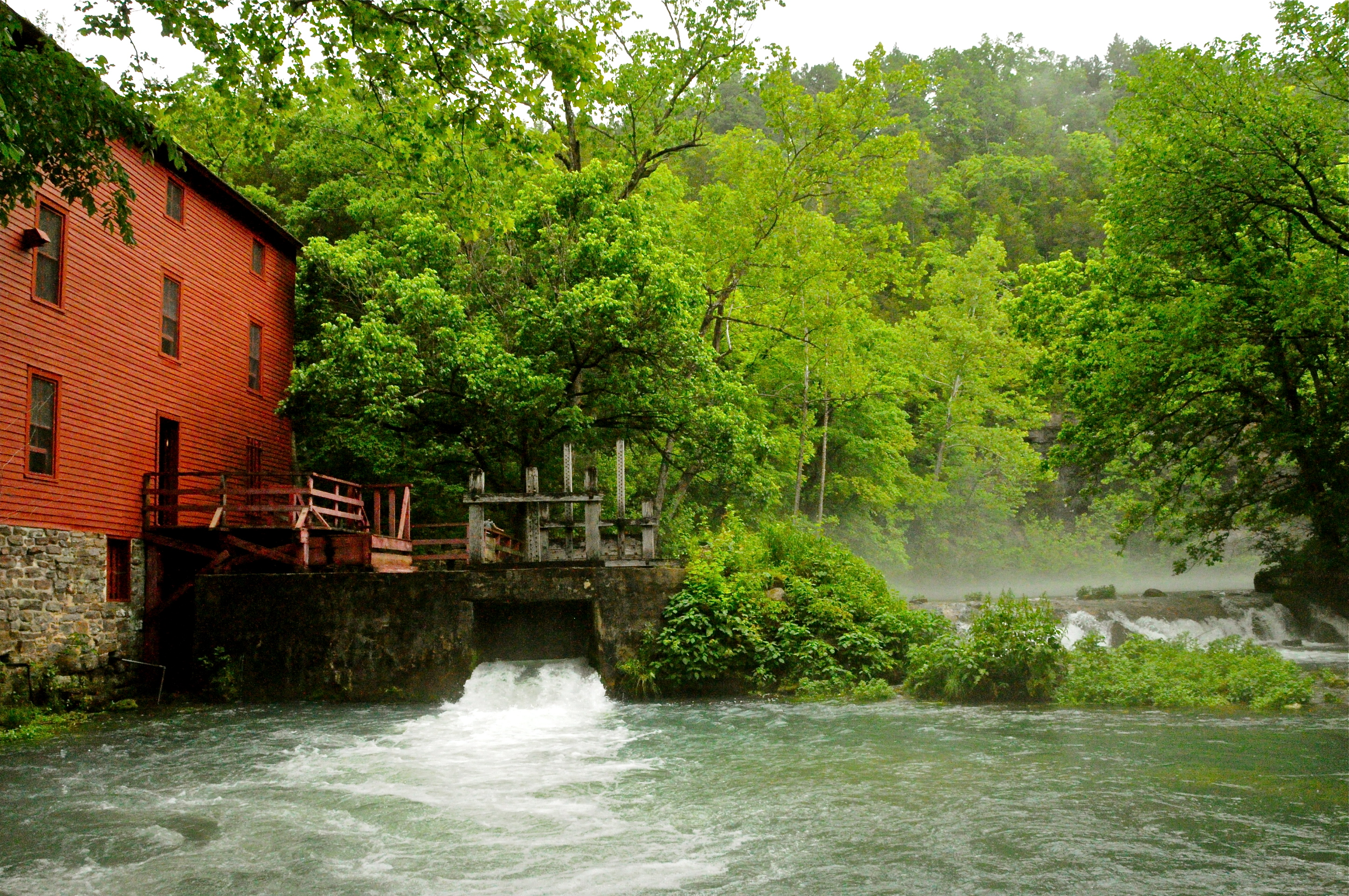
Abfluss des Alley Springs mit Roter Mühle

Alley Spring liegt im Shannon County in den Ozark Mountains, am nördlichen Rand der Siedlung Alley Spring. Das Quellwasser des Alley Springs, tritt einem etwa 60 m langen und ungefähr 30 m breiten, blau schimmernden Quelltopf zutage. Er befindet sich in einem Talkessel unterhalb eines Felsens. Am Abfluss der Quelle steht die Alley Mill, auch Rote Mühle genannt. Der dort entspringende Fluss, mündet nach etwa einem Kilometer in den Jacks Fork. Die Quelle schüttet durchschnittlich 3550 l/s. Sie wurde nach John Alley, dem ersten Müller an der Quelle, benannt.